# 2015年6月トルコ総選挙
2015年6月トルコ総選挙は、トルコの立法府である大国民議会を構成する議員を全面改選するための選挙で、2015年6月7日に投票が行われた。

## 概要
大国民議会の議員任期（4年）が満了したことに伴って実施された。昨年8月、トルコで初めて国民の直接選挙による大統領選挙を通じて大統領に就任したエルドアンの支持基盤である与党・公正発展党（AKP）が推進する議院内閣制から大統領制への憲法改正を問う国民投票を行うために必要な大国民議会の5分の3（330人）の議席を確保できるかが焦点となった。また初めて党として選挙に臨んだクルド人系政党「国民民主主義党」（HDP）が議席確保に必要な得票率10％の壁を突破できるかどうかも注目された。

## 選挙制度など
- 選挙事由：任期満了
- 選挙権：18歳以上のトルコ国民（兵役履行中の者、士官学校の学生、服役囚は選挙権を有しない）
- 被選挙権：25歳以上のトルコ国民（小学校未卒業者、禁治産者、兵役義務不履行者、公務を禁じられた人、過失の罪以外で合計1年以上の実刑判決、あるいは期間に関係なく特定の罪で有罪となった者[4]は、恩赦を受けても被選挙権は回復されない。判事や検察官、上級公務員、大学教員、軍人は指定期間中に辞職しない限り立候補できない）
- 議員任期：4年（2007年以前は5年）
- 定数：550議席
- 選挙区：県単位（議席定数が19から35までの県は２つに、36以上の県は３つに選挙区を分割）
- 選出方法：拘束名簿式比例代表制（ドント方式）
- 阻止条項：有効得票の10％以上
- 日程
  - 選挙運動開始日：3月10日
  - 各党からの候補者リスト提出期限：4月7日
  - 候補者確定リスト公表：4月24日
  - 投票日：6月7日

出典：“トルコ・選挙”.   中東・イスラーム諸国の民主化. 2015年5月31日閲覧。“トルコ：6 月 7 日総選挙に向けた候補者リストの提出” (PDF).   公益財団法人中東調査会 (2015年4月9日). 2015年6月1日閲覧。

## 主要政党
本選挙に候補者を擁立し、世論調査において議席獲得に必要な10％以上の支持を得ている政党について取り上げる。
- 公正発展党（AKP:Adalet ve Kalkınma Partisi）保守主義・中道右派政党。イスラーム主義政党である美徳党を前身としたエルドアン大統領の与党。
- 共和人民党（CHP:Cumhuriyet Halk Partisi）社会民主主義・中道左派政党。トルコの初代大統領であるケマル・アタテュルクが1923年に結成した同名政党の流れを汲む。
- 民族主義者行動党（MHP:Milliyetçi Hareket Partisi）極右・トルコ民族主義政党。1958年に結成された共和主義農民国民党を前身とする政党。
- 国民民主主義党（HDP:Halkların Demokratik Partisi）民主社会主義・クルド系政党。2012年、平和民主党を前身として結成。

## 選挙結果
エルドアンの与党であるAKPは258議席を獲得し第一党を維持したものの2002年の政権獲得以来初めて過半数を下回り、憲法改正に必要な議席を確保することはできなかった。最大野党であるCHPは132議席、民族主義政党であるMHPは80議席で前回選挙比で27議席増となった。今回、初めて党公認候補を擁立したHDPは阻止条項である10％を上回る13％余の支持を集めて選挙前よりも大きく躍進する結果となった。
| 党派                                                   | 得票数     | 得票率 | 議席数 | 前回比 |
| ------------------------------------------------------ | ---------- | ------ | ------ | ------ |
| 公正発展党（AKP）                                      | 18,867,411 | 40.87  | 258    | ▼69    |
| 共和人民党（CHP）                                      | 11,518,139 | 24.95  | 132    | ▼3     |
| 民族主義者行動党（MHP）                                | 7,520,006  | 16.29  | 80     | △27    |
| 国民民主主義党（HDP）                                  | 6,058,489  | 13.12  | 80     | 新党   |
| 至福党（SP）                                           | 949,178    | 2.06   | 0      | ±0     |
| 無所属                                                 | 488,226    | 1.06   | 0      | -      |
| 諸派政党                                               | 761,794    | 1.65   | 0      | ±0     |
| 有効票                                                 | 46,163,243 | 97.09  | -      | -      |
| 無効票・白票                                           | 1,344,224  | 2.91   | -      | -      |
| 投票総数                                               | 47,507,467 | 100.00 | 550    | ±0     |
| 有権者数（投票率）                                     | 56,608,817 | 83.92  | -      | -      |
| 出典：Yüksek Seçim Kurulu Başkanlığı（高等選挙委員会） |            |        |        |        |